# Терещук-Антипова, Татьяна Виктровна
Татьяна Викторовна Терещук-Антипова (род. 11 октября 1969 года в Луганске) — украинская легкоатлетка, бронзовый призёр летних Олимпийских игр 2004 года, участница Игр 1996 и 2000 годов.

## Карьера
На пик карьеры Терещук-Антипова взошла в 2001 году. Тогда она была лидером сезона на дистанции 400 м с барьерами. Она дважды побеждала, дважды финишировала второй и однажды пришла к финишу на третьей позиции на этапах самой престижной легкоатлетической серии Golden League. В том же сезоне она одержала несколько важных побед. Однако весь следующий год Татьяна была вынуждена пропустить из-за травмы. Её возвращение состоялось в 2003 году. Тогда лишь однажды на этапе супергран-при Терещук-Антипова сумела взойти на подиум (она была третьей на соревнованиях в Лондоне). В том году Татьяна дважды занимала вторые места на этапе супергран-при в Мадриде (Испания) и на соревнованиях гран-при в Лилле (Франция).
Свои выступления на Олимпиаде 2004 Татьяна Терещук-Антипова начала с четвёртого места в квалификационном забеге. Это позволило ей пробиться в полуфинал, но на одно из последних мест. Полуфинальный забег украинка завершила на четвёртом месте, хотя при этом улучшила рекорд Украины в беге на 400 м с барьерами — 53,37 с.
Именно не слишком высокий результат на стадии 1/2 обусловил то, что Татьяне в финальном забеге досталась не слишком выгодна первая стартовая дорожка. Со стартовых метров финального забега Терещук-Антипова была среди первых четырёх спортсменок. Она до последнего вела борьбу за «серебро» с румынкой Ионелой Тырлей, но в финишном створе уступила ей. Украинка проиграла румынке лишь 0,06 с и показала время 53,44 с (у Йонелы — 53,38 с).